# 思行法
思行法，又作思亨法:98，《明史》、《明实录》作思行发，《滇考》作思行。麓川第七代君主，明朝麓川平缅军民宣慰司宣慰使。

## 生平
1399年，思伦法去世，子思行法继任麓川君主。由于思伦法时期的刀干孟之乱，麓川国力迅速下降，各地土官纷纷脱离麓川:128，明朝趁机设立众多直属的土司政权，是为“析麓川地”事件。到1413年思行发卸任时，麓川实际控制区仅剩今瑞丽、芒市、陇川、龙陵等地及缅甸境内小部分地区:134。
思行法将整治乱世的希望寄托于明王朝，多次遣使进贡:128。1404年，思伦法派遣刀门赖进京，控告孟养与木邦侵夺麓川地。礼部商议请求明成祖惩治当时也在京城进贡的孟养与木邦使者，但是明成祖认为边地土司相互争夺是常事，责罚一两人并不能解决根本问题，并且是非尚不分明，随便责罚使者有失民心。最后，只令西平侯遣员外郎左缉出使麓川，赐给冠带、袭衣安抚思行法。1408年，刀薛孟侵占麓川土官刀发孟的地盘，黔国公沐晟上报“请命思行发谕刀薛孟归侵地”，明成祖同意这个意见，最终令思行法自行解决。
由于无力应付，1413年，思行法向明廷请求禅位于其弟思任法，从之。